# Cyanochen cyanoptera
Cyanochen cyanoptera е вид птица от семейство Патицови (Anatidae), единствен представител на род Cyanochen. Видът е световно застрашен, със статут Уязвим.

## Разпространение
Видът е разпространен в Етиопия.